# Ночное происшествие (фильм)
«Ночное происшествие» — советский художественный фильм, детектив, снятый по мотивам одноимённой повести В. Морозова.

## Сюжет
Ночью в одном из московских переулков парень с девушкой обнаруживают пострадавшую женщину с травмой головы и отвозят её в отделение милиции. Галина Семёновна Укладова (Галина Польских), ехавшая из Магадана на курорт, утверждает, что на неё совершил разбойное нападение таксист и отнял крупную сумму денег и документы. Таксиста Степана Воронова (Алексей Жарков), который уже отбывал срок за хулиганство, удалось задержать. Укладова на очной ставке опознаёт в нём нападавшего.
Всё свидетельствует о вине Воронова, однако опытный следователь Сергей Митин (Пётр Вельяминов) чувствует, что за рутинным бытовым преступлением кроется нечто большее. Впоследствии выясняется, что Укладова — на самом деле опытная преступница-рецидивистка Лидия Васильевна Плетнёва, укравшая со стройки под Иркутском 35 тысяч рублей. Она разыграла «разбойное нападение» для того, чтобы получить новые документы и сменить имя.
Сцены в парке и отделении милиции, откуда увозят Воронова, сняты в городе Домодедово Московской области; больница, в которой проходит опознание и из которой он бежит, — больница МПС на Волоколамском шоссе, затем показаны Тушинский тоннель и улица Свободы в Москве.

## В ролях
- Пётр Вельяминов — майор милиции Сергей Петрович Митин, следователь
- Галина Польских — Лидия Васильевна Плетнёва, она же Галина Семёновна Укладова, Валентина Николаевна Худякова, Позднякова, Кузяева, преступница-рецидивистка
- Алексей Жарков — Степан Антонович Воронов, таксист 11-го парка
- Юрий Каюров — Николай Андреевич Владыкин, начальник следственного отдела
- Борис Сморчков — Алексей Бабин, сотрудник угрозыска
- Валентина Грушина — Татьяна Акимовна Сиротина, медсестра в пионерлагере, невеста Воронова
- Наталья Назарова — Зинаида Павловна Симукова, сожительница Воронова
- Татьяна Пельтцер — Александра Алексеевна, соседка Воронова
- Юрий Волынцев — Семён Афанасьевич Астахов, таксист 11-го парка
- Валентин Брылеев — Поздняков, дежурный лейтенант в отделении милиции
- Николай Горлов — дворник (в титрах — Г. Горлов)
- Владислав Ковальков — водитель «Жигулей»
- Дарья Михайлова — девушка Кости, студентка, обнаружившая Укладову-Плетнёву в переулке
- Андрей Николаев — Костя, студент, парень, обнаруживший Укладову-Плетнёву в переулке
- Николай Парфёнов — начальник колонны 11-го таксопарка
- Любовь Соколова — повариха в пионерском лагере
- Николай Сморчков — майор, начальник милиции Зеленодольска
- Манефа Соболевская — соседка Сиротиной
- Георгий Тусузов — понятой
- Юрий Чернов — пижон в «Москвиче», пострадавший в Зеленодольске
- Виктор Шульгин — полковник милиции
- Андрей Юдин — эпизод

## Съёмочная группа
- Режиссёр: Вениамин Дорман
- Сценарист: Владлен Бахнов
- Оператор: Вадим Корнильев
- Композитор: Алексей Рыбников
- Художник: Марк Горелик
- Дирижёр: Сергей Скрипка